# 주술회전
《주술회전》(일본어: 呪術廻戦 주주쓰가이센[*])은 아쿠타미 게게가 연재한 일본 만화이다. 슈에이샤의 소년만화 잡지 《주간 소년 점프》 2018년 14호부터 2024년 44호까지 연재되었으며 단행본 총30권으로 출판됐다. 고등학생 이타도리 유지가 우연한 사건으로 인해 사악한 주령 료멘스쿠나의 숙주가 되면서 이를 제거하기 위해 주술사의 세계에 입문하면서 겪는 사건들을 그렸다. 본래 2017년 《점프 GIGA》에서 연재된 《도쿄도립주술고등전문학교》의 후속작으로 이후 해당 작품은 《주술회전》의 공식으로 편입돼 단행본 0권으로서 재발매되었다.
망가 플러스 온라인 플랫폼을 통해 일본 외 일부 지역에서 공개한다. 키나구니 발라드가 집필한 소설 2편이 각각 2019년 5월, 2020년 1월 발매됐다. MAPPA가 제작한 애니메이션판이 MBS 텔레비전으로 송출됐으며 총 24화 구성 1기가 2020년 10월부터 2021년 3월까지 방영됐다. 2기는 2023년 7월부터 12월까지 방영됐다.
2024년 1월 기준, 《주술회전》 만화, 디지털 사본 및 《주술회전 0》의 총판매량은 9천만 권에 달해 역대 가장 많이 팔린 일본 만화 순위권에 올랐다.

## 등장인물

### 도쿄 도립 주술 고등전문학교
- 이타도리 유지

본 작품의 주인공이다. 우연히 특급주물 양면스쿠나의 손가락을 먹는 것을 계기로 작중 여러가지 사건에 개입된다.
- 후시구로 메구미

이 작품의 부-주인공으로 그림자 식신을 사용하는 십종영법술의 주술사이다. 유지가 가진 특급주물 료멘 스쿠나의 손가락을 회수하러 왔다가 거대 주령에 의해 위기에 처하고 손가락을 먹은 유지에게 도움받는다.
- 쿠기사키 노바라

이 작품의 부 주인공 중 하나로 못과 망치, 저주인형을 사용하는 추령주법의 주술사이다. 주술고전에 입학한 뒤 유지와 메구미 일행에 합류한다.
- 이누마키 토게

주술고전 2학년으로 1급 주술사. 말로 저주하는 주언을 사용하는 주술사이다.
- 젠인 마키

4급 주술사로 젠인 가문 출신이다. 젠인 가문임에도 주력이낮아 맨눈으로는 저주를 볼 수 없다. 작중 전투에서 주력을 사용하는 다른 주술사들과는 달리 주력이 미리 담긴 무기를 사용한다. 주력이 미약한 대신 신체능력이 우월해지는 천여주박의 사용자이다.
- 판다

판다의 형상을 한 야가마사미치 학장이 만들어낸 유사팬더 주물이다. 작 중 전투에서 태를 바꿀 수 있다는 것이 알려졌다.

### 교토 부립 주술 고등전문학교
- 토도 아오이

근육질의 학생으로 1급 주술사이다.
- 젠인 마이

젠인 마키의 동생이다.
- 메카마루 젠인 마키와 마찬가지로 엄청난 주력을 가진 대신 신체적 고통을 가지고 태어난 천연주박 케이스의 주술사이다.

- 미와 카스미

파란머리에 앞머리가 특이하게 사선으로 잘려있는 여학생이다.. 다른 학생들과는 다르게 교복 대신 슈트를 입고있다. 카타나를 무기로 싸운다.

### 교사
- 고죠 사토루

특급 주술사이자 최강의 주술사로, 안대를 쓰고있다. 신장 190cm에 잘생긴 얼굴, 강한 힘까지 갖춰 완벽해 보이지만, 성격만큼은 익살스럽고, 진지하지 못하다. 작가가 성격을 제외하면 완벽한 인물임을 언급한적 있다. 안대를 벗으면 진정한 힘을 발휘하기 시작한다. 주술로는 혁(붉은색으로 닿는 것을 튕겨낸다), 창(푸른 색으로 닿는 것을 끌어당긴다), 그리고 이 둘을 합친 자/무라사키(보라색으로 닿는 것을 파괴한다)가 있다. 영역 전개는 무량공처로 상대방의 머리에 무한한 지식을 흘려보내어 움직임을 멈춘다. 고죠 가문의 능력으로 무하한이 있다. 이는 상대방이 사토루에게 가까워질 수록 그 속도가 점점 느려져 사토루와 다른 대상과 공격이 접촉하지 못하게 한다.

### 기타 주술사들
- 나나미 켄토

비즈니스 맨으로 일하다가 주술사가 되었다. 칼 같은 무기를 사용하며, 대상의 7 : 3 지점을 약점으로 만드는 능력을 지녔다. 전직이 비즈니스 맨이다보니 업무시간에 집착한다. 흑섬 최다 횟수 시전자이다. 저주의 눈을 피하기 위해 안경을 쓰고있다고 한다.
- 게토 스구루

고전의 학생 시절 고죠 사토루의 친구이며, 저주를 거두는 능력을 지녔다. 작중 일반인인 비주술사(일반인)를 지키고자 하는 정의로운 사람이였던 과거가 있다. 현재는 비주술사들을 끔찍히도 싫어하며 비주술사를 원숭이라고 부르고 있다 자신의 신념을 위해서 특급 저주들과 손을 잡고 일반인들을 말살시킬 계획을 세우고 있다.백귀야행 이후 죽는다.

### 저주
- 료멘스쿠나

과거, 뛰어난 주술사였으나 저주가 되었다. 머리 두 개에 팔 네 개를 갖고있다고 한다. 현재는 20개의 손가락으로 분리되어 힘이 온전하지 않다는 설정이다. 유지의 몸에 함께 지내며, 가끔씩 나와 엄청난 힘을 발휘한다. 손가락 20개가 모두 모인 스쿠나는 고죠조차도 상대하기 꽤나 힘들다고 밝힌 바 있다. 영역전개는 복마어주자로,전방 최대200 미터를 참격으로파괴한다. 능력은 어주자로 참격,절단으로 에상대를 공격한다.
또 다른 능력으론 불을 쏠수있는것으로 보여진다.
- 마히토

인간이 인간을 두려워하는 마음에서 태어난 저주이다. 머리카락이 길고 푸르며 얼굴에 봉제인형같은 자국이 나있다. 몸을 자유자제로 변형시킬 수 있다. 주술 무위전변을 통해 손에 닿는 상대를 죽일 수 있다. 영역전개는 자폐원돈과이다. 거대한 손들이 여럿 등장하여 영역을 이룬다.나중에 게토에게 흡수된다.
- 죠고

인간이 산을 두려워하는 마음에서 태어난 저주이다. 머리가 화산모양이며 양 옆에 코르크 마개같은 것이 끼워져있다. 화가나면 마개가 빠진다. 뛰어난 화력을 바탕으로 전투를 한다. 영역전개는 개관철위산이다. 주변 일대를 화산으로 덮는다.스쿠나의 푸가에 의해 죽는다.
- 하나미

인간이 숲을 두려워하는 마음에서 태어난 저주이다. 얇은 목소리와 반대로 몸은 근육질이다. 눈과 코가 없고 뿔이 달려있다. 대량의 나무줄기로 상대를 공격한다.고죠에게 뿔이 뜯기고 사망한다.
- 리카

특급 주령으로 전신이 하얗고 검은 줄무늬가 있는 모습이다. 머리 부분은 하나미와 유사하나, 몸체는 팔만 달려있고 다리가 없다. 몇 개체 없는 강한 저주라고 한다. <주술회전 0>에서 등장한다.